# Jacques Coquillay
Jacques Coquillay, nacido el  3 de junio de 1935 en  Châteauroux, es un escultor y pintor  francés.
Alumno de la Escuela de Bellas Artes de Tours, posteriormente alumno de Marcel Gimond en la Escuela de las Bellas Artes de París, fue laureado por el Institut de France.
Sus esculturas y pasteles están presentes en muchos museos y colecciones privadas, en Francia y el extranjero.
Jacques Coquillay fue nombrado Pintor oficial de la Marina (en francés: Peintre de la Marine en 1995. 

## Biografía
Nació el 3 de junio de 1935, en  Châteauroux.
Desde 1956 hasta 1958 fue estudiante de la Escuela de Bellas Artes de Tours de Tours. Allí obtuvo el Diploma Nacional de Escultura en 1958.
Se traslada entonces a París, donde prosigue sus estudios en la École nationale supérieure des beaux-arts de París, desde 1958 a 1960, en el taller del maestro Marcel Gimond.
En 1960 obtuvo el Diploma Superior de Artes Plásticas y al año siguiente entró como ayudante en el taller de Hubert Yencesse y Raymond Corbin.
En 1961 obtuvo el Premio de Rome - Logiste.
En la década de 1960 como miembro del Jurado del Prix de Rome, coincide con Jean Carton, Raymond Martin y Georges Hilbert con los que entabla lazos de amistad. Formó un grupo de jóvenes escultores, ayudado por Paul Belmondo, y realiza numerosas exposiciones de grupo.
- 1965 : Premio del Consejo General del Oise.
- 1970 : Premio Signature.
- 1972 : conoció a André Dunoyer de Segonzac, quien le animó y compró sus primeros bronces.  Medalla de Oro de Escultura otorgado por la Sociedad de Artistas Franceses.
- 1980 : Premio Edouard-Marcel Sandoz de la Fundación Taylor. Medalla de Oro de pintura atribuida por la Sociedad de Artistas Franceses.
- 1981 : Premio Raphaël Leygues, otorgado por la Academia de Bellas Artes de Francia.
- 1983 : elegido vicepresidente de la Société des artistes français, puesto que ocupará hasta 1991.
- 1992 : retrospectiva de la obra de Coquillay en el Salón de Otoño, en el Grand Palais (Paris).
- 1993 : Premio Jehan des Vignes-Rouges, academia de Versailles.
- 1995 : nombrado Pintor oficial de la Marina.
- 2000 : retrospectiva en el Orangerie du Domaine de Madame Elisabeth en Versailles, organizada por el consejo general de Yvelines.
- 2001 : retrospectiva en el museo de la villa de Menton (Alpes-Maritimes), en el Palacio de Carnolès.
- 2005 : se convierte en el titular del Cuerpo de Pintores oficiales de la Marina.[2]

## Estilo
La obra artística de Coquillay se divide en dos campos diferenciados de los que analizaremos el estilo:

### Escultura
Jacques Coquillay es el escultor de la feminidad, con una primacía estética, la mujer adolescente. En la gracia de movimiento espontáneo, se apoderó de las mujeres jóvenes y delgadas, en poses realistas y actitudes familiares. Fresca, traviesa, seductoras, juvenil pureza de formas emergentes. La dulzura profunda del modelo refleja la magnitud de artista humanista alimentado por  la disciplina y la elegancia.

### Pintura
A Jacques Coquillay le gusta magnificar los paisajes con grandes masas ofreciendo igualdad de tierra y cielo. Pinta lo que ve y siente. Con la técnica de los pasteles, los paisajes se llenan de luz. Equilibre, rigueur, sensibilité, tels sont les qualificatifs qui s'appliquent à son art aux plus justes nuances, un art libre, basé sur la vie, la beauté de la nature, le sens de la lumière. Equilibrio, precisión, sensibilidad, estos son los adjetivos que se aplican a su arte a sus ajustadas sombras, un arte libre, basado en la vida, la belleza de la naturaleza, el sentido de la luz.

## Selección de obras
- Notre-Dame du Chêne, Iglesia de Viroflay,
- Buste d'Hippolyte Maze y Marianne, para el ayuntamiento de Viroflay,
- Petite fille au mouton en el Edificio del Ayuntamiento de Taverny,
- Monument du Souvenir en la Prefectura de Yvelines,
- Marianne para el ayuntamiento de Essarts (basándose en los rasgos de Catherine Deneuve),
- Naissance de Vénus para la fuente frente a la Estación Angers,
- Vagabondage en Brissac,
- La pomme d'amour para la fuente de la plaza del Ayuntamiento de la villa de Marmande,
- La Vague (1990), para la fuente del C.E.S. de Rambouillet,
- Vagabondage (1991), en el jardín del Priorato de Bourget-du-Lac,
- Le Châle (1992), para la villa de Sèvres,
- Jeunesse (1993), para el patio de la alcaldía de Essarts,
- L'Elégante (1993) en Mulhouse,
- La Nageuse (1995) en Villepreux.